# 동양인터내셔널
동양인터내셔널(TONGYANG International Inc.)은 시멘트 원부자재 및 시멘트 판매, 유연탄 판매등 주요 사업과 생활용품 등을 수출입하는 회사이다.

## 연혁
- 2011. 10 동양인터내셔널(주) 상호변경
- 2010. 08 동양캐피탈대부(주) 상호변경
- 1999. 09 동양캐피탈(주) 상호변경
- 1995. 10 동양파이낸스(주) 상호변경
- 1995. 05 팩토링 영업 개시
- 1995. 03 동양컨설팅(주) 설립